# Neozana germana
Neozana germana är en fjärilsart som beskrevs av Rothschild 1913. Neozana germana ingår i släktet Neozana och familjen björnspinnare. Inga underarter finns listade i Catalogue of Life.